# Döhlerwald
Döhlerwald ist ein zur Ortschaft Klingenthal gehöriger Gemeindeteil der Stadt Klingenthal im sächsischen Vogtlandkreis. Die Siedlung liegt in der Gemarkung Klingenthal.

## Geografie

### Lage
Döhlerwald liegt im Südosten des sächsischen Teils des historischen Vogtlands, gehört aber bezüglich des Naturraums zum Westerzgebirge. Die Siedlung befindet sich im Südwesten des Klingenthaler Stadtgebiets an der Grenze zur Tschechischen Republik. Durch den Stadtteil an der B283 fließt die Zwota. Döhlerwald liegt im Naturpark Erzgebirge/Vogtland.
Das Hotel „Zum Döhlerwald“ befindet sich im Zentrum der Siedlung. Südlich des Hotels liegen die „Obere Döhlerwaldstraße“ und die „Untere Döhlerwaldstraße“.

### Nachbarorte
|       | Huth                                        |                        |
| Zwota | Kompassrose, die auf Nachbargemeinden zeigt | Klingenthal (Hauptort) |
|       |                                             | Hraničná (Markhausen)  |

## Geschichte
Die Siedlung Döhlerwald wird Ende des 18. Jahrhunderts erwähnt. 1771 war sie von drei „bessenen Mann“ bewohnt und 1791 „Döhlerswald“ genannt. Im 19. Jahrhundert stieg die Einwohnerzahl von 39 im Jahr 1843 auf 85 im Jahr 1871 und 185 Personen im Jahr 1890. Döhlerwald gehörte kirchlich und politisch immer zu Klingenthal. Somit unterstand die Siedlung bis 1856 dem kursächsischen bzw. königlich-sächsischen Amt Voigtsberg. Nach 1856 gehörte Döhlerwald als Gemeindeteil von Klingenthal zum Gerichtsamt Klingenthal und ab 1875 zur Amtshauptmannschaft Auerbach.
Durch die zweite Kreisreform in der DDR kam Döhlerwald als Gemeindeteil von Klingenthal im Jahr 1952 zum Kreis Klingenthal im Bezirk Chemnitz (1953 in Bezirk Karl-Marx-Stadt umbenannt), der 1996 als sächsischer Landkreis Klingenthal fortgeführt wurde und 1996 im Vogtlandkreis aufging. Die Siedlung südlich der Bahnstrecke Zwotental–Klingenthal fügt sich heute nahtlos in das geschlossene Siedlungsgebiet von Klingenthal ein.

## Verkehr
Durch Döhlerwald verläuft die B 283 und die Bahnstrecke Zwotental–Klingenthal, die von der Vogtlandbahn bedient wird. Der Bahnhof Klingenthal liegt östlich der Siedlung.
Die Siedlung ist über die PlusBus-Linie 30 des Verkehrsverbunds Vogtland im Stundentakt mit Bad Elster, Adorf und Klingenthal verbunden. Außerdem verkehrt die Linie 90 im Zweistundentakt nach Schöneck, Oelsnitz und Plauen.